# 无胸罩日
无胸罩日（英語：No Bra Day）是每年10月13日的健康宣传日，鼓励女性在这天不穿胸罩，唤起大众对乳腺癌的注意。无胸罩日最初起源于2011年7月9日，三年后改到乳腺癌宣传月的10月13日进行。社交媒体用户会利用标签#nobraday发帖，推广乳腺癌健康知识，提倡性别平等，还有用户鼓励女性发布自己不穿胸罩的图片。部分女性将无胸罩日视作政治宣言，其他则将之看作放弃穿着不适且有拘束性的内衣的慰藉。

## 起源
活动原本是加拿大多伦多整形外科医生米歇尔·布朗（Dr. Mitchell Brown）的“乳房重建宣传日”（Breast Reconstruction Awareness）。首届活动名叫“乳房重建——学习与分享之夜”（Breast Reconstruction – An Evening of Learning and Sharing），于2011年10月19日在多伦多女子大学医院和多伦多全科医院举行。布朗认为，加拿大许多罹患乳腺癌的女性选择乳房切除术，而拒绝重建手术，于是发起这项活动唤起女性对乳房重建的意识。宣传日旨在提高大众对乳腺癌筛查的认识，提醒女性注意乳腺癌症状，鼓励大家定期进行自查。这项活动于2012年进入美国。
多年来，女性群体一直抗议胸罩造成的身体和文化限制。1966年，时值旧金山嬉皮士活跃的年代，旧金山州立大学的两名女学生抗议要求女性在校园附近赤裸上身步行时穿胸罩。1969年8月1日，旧金山举行反胸罩日，抗议社会要求女性穿着紧身服装的压力，活动吸引大批人士上街游行堵塞交通，部分女性甚至在金融区隔着衣服脱下胸罩。1968年，女权主义者在美利坚小姐选美活动上抗议，将女性用品扔入垃圾箱。一家报纸的头条误把抗议者的行为报道成焚烧胸罩。抗议被解释为对社会给女性身体和服装提要求的反对。70年代，女性可以随性穿衣，无需顾及政治正确。到了80、90年代，胸罩不仅成了专业精神的代名词，还因为麦当娜穿着粉红色缎面锥形胸罩受到关注，变成性自由的符号。

## 无胸罩日
首届无胸罩日活动由一名自称“Anastasia Doughnuts”的匿名网民于2011年7月9日发起，这项活动成了每年的传统，直到2013年。到了2013年和2014年，社交媒体界宣布7月9日和10月13日为无胸罩日。自2015年起，这项活动只在10月13日举办。由于10月份是美国国家乳腺癌宣传月，活动改到10月13日进行，倡议女性们不穿胸罩。越来越多的女性（尤其是千禧世代）都反对穿着胸罩。
2012年，活动获得40万人参与，其中Facebook有25万人。到2017年，活动已经普及到30个国家，包括新西兰、罗马尼亚、马来西亚、苏格兰、印度和加纳。女性们纷纷脱下胸罩，自行检测乳房健康。社交媒体鼓励女性用话题#nobraday发表她们不穿胸罩的照片，而2017年就有8.2万多名女性在Twitter和Instagram发图响应。除此之外，男性也配合穿上紫色衣服。部分网站建议参与者向乳腺癌慈善组织捐款。一名罗马尼亚摄影师利用这个想法，发布了无胸罩女性的图片集。
许多名人有不穿胸罩出现在公众场合的习惯，受此影响，越来越多的女性选择不穿胸罩，购买聚拢型胸罩的女性也越来越少，也有人选择非结构化的无钢圈软罩杯胸罩。维多利亚的秘密母公司L Brands三分之一的收益来自胸罩，而在2016年，他们的收益减少了近30%。由于这个趋势，许多公司开始设计显示穿着者没穿胸罩，或是形似没穿胸罩的衣服。为了避免穿衣时露出肩带，胸罩的流线型轮廓若隐若现，部分女性也不会穿胸罩。
不过，癌症研究组织不认可非官方的无胸罩日活动，它们不是国家乳腺癌宣传月的正式部分，这些活动不会为癌症研究或预防机构筹钱，尽管有人也支持捐钱，评论员指出这类活动“纯粹是性”。
部分参与者将不穿胸罩列为如同1968年美国小姐抗议一样的女权主义抗议。当时，抗议者象征性地将包括胸罩在内的许多女性产品扔进了“自由垃圾桶”，将这些用品视作“对女性的折磨”，给她们强加女性气质的附属品。这场活动遭到媒体的批评，当地报纸《大西洋城报纸》错误报道她们焚烧“胸罩、腰带、胸垫、卷发棒和流行女性杂志”:109–110。部分女权活动家认为，反女权主义者利用抗议者脱胸罩的观点，弱化女性尝试完成的事情，最大限度弱化女权主义运动的重要意义。
支持无胸罩日的女权主义者担心社交媒体上的#nobraday话题成为性欲的对象。在菲律宾，这项习俗成了推动性别平等的因素。一名支持活动的记者表示，活动“坚持女性气质，欣赏我们身为女性的身份......胸罩象征着女性如何被束缚”。活动推广性别平等的性质，使得它被拿来和要求不穿衣服合法化的无衣服日作比较。

## 批评
如今不穿胸罩在部分看来是对无胸罩日的政治化，不穿胸罩与乳腺癌筛查之间的联系也遭受批评。
八卦网站TMZ曾发布一篇题为《无胸罩日快乐》的文章，并附上穿着透视装的照片，另一家网站也发布图集《无胸罩日：以解放咪咪为乐的15位名人》。而这个节目衍生的其中一个问题是，乳癌康复者为了看起来像正常人，佩戴义乳必须穿着胸罩，或者把它插入胸罩里，掩盖痕迹。部分评论员认为这个节日性化且利用女性的身体，轻视乳腺癌这种严重的疾病。
“摆脱乳癌乐活无忧”（Living Beyond Breast Cancer）组织的总裁让·萨克斯（Jean Sachs）认为无胸罩日冒犯人：“我想说，乳腺癌是威胁性命的疾病，穿不穿胸罩都跟它没关系。”“乳腺癌联盟”（Breast Cancer Consortium）创办人兼执行总监盖尔·史力克（Gayle Sulik）也认为：“我们并没有真正重视乳腺癌，（那个节日）对疾病的信息造成了极大的破坏性影响。”
新西兰乳腺癌基金会（New Zealand Breast Cancer Foundation）效仿苏格兰一档大获成功的乳腺癌宣传电视节目，教导女性乳房形态知识。喜剧演员埃莱娜·史密斯（Elaine C. Smith）在节目中展示通常情况下乳房出现乳腺癌症状时的形状。然而，新西兰广告审批局（Commercial Approval Bureau）将节目中出于医疗目的展示的乳房和乳头广告列为仅限成人观看级别，需要在晚上8点30分后播出。为了应对政策，基金会在乳头道具前往放置物件遮挡。
一位作家在Facebook网站上写道：“题外话，女性们......在这天穿着白色T恤不仅可以接受，而且要鼓励！”他的话被认为是物化女性身体。部分女性反对将她们不穿胸罩的决定政治化或迷恋她们乳房的企图。一位女性表示：“原因是我尝试不穿胸罩时，我更爱它了。这不是一个政治决定，除非一位女性对她的身体所做的事情不是让别人决定是不是政治决定。”